# Didymosalpinx
Didymosalpinx es un género con 4 especies de plantas con flores perteneciente a la familia de las rubiáceas.

## Taxonomía
El género fue descrito por Ronald William John Keay y publicado en Bulletin du Jardin Botanique de l'État à Bruxelles 28: 61. 1958.

## Especies aceptadas
A continuación se brinda un listado de las especies del género Didymosalpinx aceptadas hasta mayo de 2015, ordenadas alfabéticamente. Para cada una se indica el nombre binomial seguido del autor, abreviado según las convenciones y usos.	
- Didymosalpinx abbeokutae (Hiern) Keay (1958).
- Didymosalpinx konguensis (Hiern) Keay (1958).
- Didymosalpinx lanciloba (S.Moore) Keay (1958).
- Didymosalpinx norae (Swynn.) Keay (1958).